# Elecciones estatales de Tlaxcala de 2004
Las Elecciones estatales de Tlaxcala de 2004 se llevaron a cabo el domingo 14 de noviembre de 2004, y en ellas se renovaron los siguientes cargos de elección popular en el estado mexicano de Tlaxcala:
- Gobernador de Tlaxcala. Titular del Poder Ejecutivo del estado, electo para un periodo de seis años no reelegibles en ningún caso, el candidato electo fue Héctor Ortiz Ortiz.
- 60 ayuntamientos. Compuestos por un Presidente Municipal y regidores, electos para un periodo de tres años no reelegibles para el periodo inmediato.
- 32 diputados del Congreso del Estado. 19 Electos por mayoría relativa en cada uno de los Distrito Electorales y 13 Electos bajo el principio de Representación Proporcional. Electos para un perdido de 3 años.

## Resultados electorales

### Gobernador
|  | 34.85 % |

|  | 33.93 % |

|  | 28.35 % |

|  | 2.9 % |

|  | 100.0 % |

Fuente: Instituto de Mercadotecnia y Opinión

### Municipios

#### Municipio de Tlaxcala
- Benito Hernández Fernández  Hecho PRI- PVEM

#### Municipio de Apizaco
- Reyes Ruíz Peña  Hecho PT

#### Municipio de Santa Ana Chiautempan
- Marina Dolores Munive  Hecho PRI- PVEM